# Mesnières-en-Bray
Mesnières-en-Bray és un municipi francès situat al departament del Sena Marítim i a la regió de Normandia. L'any 2007 tenia 884 habitants.

## Demografia

### Població
El 2007 la població de fet de Mesnières-en-Bray era de 884 persones. Hi havia 304 famílies de les quals 56 eren unipersonals (32 homes vivint sols i 24 dones vivint soles), 100 parelles sense fills, 132 parelles amb fills i 16 famílies monoparentals amb fills.
La població ha evolucionat segons el següent gràfic:
Habitants censats

### Habitatges
El 2007 hi havia 340 habitatges, 306 eren l'habitatge principal de la família, 21 eren segones residències i 13 estaven desocupats. 319 eren cases i 19 eren apartaments. Dels 306 habitatges principals, 219 estaven ocupats pels seus propietaris, 83 estaven llogats i ocupats pels llogaters i 4 estaven cedits a títol gratuït; 3 tenien una cambra, 15 en tenien dues, 49 en tenien tres, 89 en tenien quatre i 150 en tenien cinc o més. 245 habitatges disposaven pel capbaix d'una plaça de pàrquing. A 125 habitatges hi havia un automòbil i a 158 n'hi havia dos o més.

### Piràmide de població
La piràmide de població per edats i sexe el 2009 era:
| Homes | Edats   | Dones |
| ----- | ------- | ----- |
| 0     | 95 o +  | 0     |
| 0     | 90 a 94 | 4     |
| 8     | 85 a 89 | 0     |
| 0     | 80 a 84 | 12    |
| 8     | 75 a 79 | 12    |
| 16    | 70 a 74 | 8     |
| 8     | 65 a 69 | 12    |
| 12    | 60 a 64 | 20    |
| 20    | 55 a 59 | 16    |
| 28    | 50 a 54 | 28    |
| 12    | 45 a 49 | 12    |
| 36    | 40 a 44 | 16    |
| 28    | 35 a 39 | 36    |
| 32    | 30 a 34 | 20    |
| 20    | 25 a 29 | 40    |
| 12    | 20 a 24 | 8     |
| 24    | 15 a 19 | 24    |
| 24    | 10 a 14 | 44    |
| 20    | 5 a 9   | 24    |
| 20    | 0 a 4   | 20    |

## Economia
El 2007 la població en edat de treballar era de 614 persones, 423 eren actives i 191 eren inactives. De les 423 persones actives 404 estaven ocupades (224 homes i 180 dones) i 19 estaven aturades (9 homes i 10 dones). De les 191 persones inactives 42 estaven jubilades, 114 estaven estudiant i 35 estaven classificades com a «altres inactius».

### Ingressos
El 2009 a Mesnières-en-Bray hi havia 314 unitats fiscals que integraven 828,5 persones, la mediana anual d'ingressos fiscals per persona era de 17.182 €.

### Activitats econòmiques
Dels 20 establiments que hi havia el 2007, 8 eren d'empreses de construcció, 5 d'empreses de comerç i reparació d'automòbils, 1 d'una empresa de transport, 2 d'empreses d'hostatgeria i restauració, 1 d'una empresa immobiliària, 2 d'empreses de serveis i 1 d'una empresa classificada com a «altres activitats de serveis».
Dels 9 establiments de servei als particulars que hi havia el 2009, 1 era una oficina de correu, 1 taller d'inspecció tècnica de vehicles, 3 paletes, 1 fusteria, 1 lampisteria, 1 electricista i 1 restaurant.
L'únic establiment comercial que hi havia el 2009 era una carnisseria.
L'any 2000 a Mesnières-en-Bray hi havia 17 explotacions agrícoles que ocupaven un total de 780 hectàrees.

## Equipaments sanitaris i escolars
El 2009 hi havia una escola elemental integrada dins d'un grup escolar amb les comunes properes formant una escola dispersa. Mesnières-en-Bray disposava d'un col·legi d'educació secundària amb 126 alumnes.

## Poblacions més properes
El següent diagrama mostra les poblacions més properes.